# Форест-Лон (Глендейл)
Меморіальний парк «Форест-Лон» (англ. Forest Lawn Memorial Park) — приватний цвинтар у Ґлендейлі, північному передмісті Лос-Анджелесу.

## Загальні відомості
Меморіальний парк «Форест-Лон» заснований у 1906 році групою бізнесменів з Сан-Франциско. Він є першим та головним некрополем компанії «Forest Lawn Memorial-Parks & Mortuaries». Це величезний комплекс з понад 250 000 поховань на площі у 300 акрів, що є згадкою про золоте сторіччя голлівудської кіноіндустрії. Найпрестижнішим та найдорожчим є поховання у Великому мавзолеї та на його святій терасі, які побудовані на кшталт генуезького Кампо-Санто.
Частинною комплексу є музей та експозиція релігійного живопису в Залі Розп'яття та Воскресіння Христового.

## Відомі особистості, які поховані на цвинтарі
- Френк Баум, письменник
- Джеймс Стюарт Блектон, кінорежисер
- Гамфрі Богарт, актор
- Бетті Бронсон, акторка
- Кларк Ґейбл, актор
- Сандра Ді, акторка
- Волт Дісней, продюсер
- Дороті Дандрідж, акторка
- Майкл Джексон, відомий співак
- Теодор Драйзер, письменник
- Роберт Каммінгс, актор
- Майкл Кертіс, режисер
- Нет Кінг Коул, співак
- Сем Кук, співак
- Едвард Шериф Кертіс, фотограф
- Алла Назімова, акторка
- Мері Пікфорд, акторка
- Девід Олівер Селзнік, продюсер
- Дженніфер Джонс, акторка
- Джеймс Стюарт, актор
- Чарлз Огл, американський актор німого кіно
- Борис Сагал, кінорежисер
- Джозеф Фарнем, сценарист
- Пол Вокер, актор